# Jorge Albornoz
Jorge Alberto Albornoz (16 gennaio 1961) è un ex calciatore argentino, di ruolo portiere.

## Carriera
Ha militato massima serie nella stagione 1992-1993 con il San Martín. In carriera ha collezionato anche 112 presenze in seconda serie.